# TV Edukasi
TV Edukasi (TVE) – indonezyjska stacja telewizyjna o charakterze edukacyjnym. Jej właścicielem jest indonezyjskie Ministerstwo Edukacji i Kultury. Została uruchomiona w 2004 roku.